# Omanodon
Omanodon es un género extinto de primates relacionados con los lemuriformes que vivieron en Omán durante el Oligoceno Inferior.